# Farsi (otok)
Farsi (perz. فارسی) je iranski otok smješten u sjevernom Perzijskom zaljevu. Pripada Bušeherskoj pokrajini od čije je obale udaljen približno 100 km, a površina mu iznosi oko 0,25 km². Najbliži susjedni otok je Arabi koji pripada Saudijskoj Arabiji. Oko dvaju otoka nalaze se velika ležišta nafte zbog čega su igrali ključnu ulogu prilikom određivanja iransko-saudijske epikontinentalne granice. Farsi je nenaseljen otok odnosno područje strogo ograničeno za javnost s obzirom na to da zbog strateške važnosti služi kao baza iranskoj mornarici.

## Poveznice
- Perzijski zaljev
- Arabi (otok)
- Popis iranskih otoka